# دل سول، تگزاس
دل سول (به انگلیسی: Del Sol) یک منطقهٔ مسکونی در ایالات متحده آمریکا است که در تگزاس واقع شده‌است. دل سول ۲۳۹ نفر جمعیت دارد.